# Медаль «Ветеран Вооружённых Сил Азербайджанской Республики»
Медаль «Ветеран Вооружённых Сил Азербайджанской Республики» (азерб. «Azərbaycan Respublikası Silahlı Qüvvələri Veteranı» medalı) — государственная награда Азербайджанской Республики. Учреждена законом Азербайджанской Республики "Об утверждении Положения и описания медали
Азербайджанской Республики «Ветеран Вооруженных сил Азербайджанской Республики» от 17 мая 2002 года № 329-IIГ

## Основания для награждения
Медалью «Ветеран Вооруженных сил Азербайджанской Республики» награждаются военнослужащие, безупречно прослужившие в Вооруженных силах Азербайджанской Республики и в числе других военных формирований, предусмотренных законодательством (с учетом и срока службы в Вооруженных Силах СССР и других военных формированиях) 25 и более календарных лет.

## Способ ношения
Медаль «Ветеран Вооруженных сил Азербайджанской Республики» носится на левой стороне груди, а при наличии других орденов и медалей Азербайджанской Республики — после медали «За заслуги в военном сотрудничестве».

## Описание медали
Медаль «Ветеран Вооруженных сил Азербайджанской Республики» состоит из круглой посеребренной пластины диаметром 35 мм, отлитой из латуни вместе с узкой пластиной с национальным орнаментом. Посредине медали изображена рельефная эмблема Вооруженных сил. Выше эмблемы по дуге написано «Азербайджанская Республика», а ниже на ленте — «Ветеран Вооруженных сил». Полумесяц,
звезда и лента — белого цвета. Оборотная сторона представляет собой гладкую поверхность. Медаль соединяется при помощи крючка и петли с прямоугольной шелковой лентой размером 27 мм х 43 мм, имеющей элемент для крепления к одежде. На шелковой ленте на фоне оливкового цвета от краев к центру последовательно изображены цвета родов Вооруженных сил — вертикальные полосы
шириной 1 мм оливкового и белого цветов, шириной 3 мм — голубого и белого цветов. К медали прилагается обернутая в аналогичную шелковую ленту планка размером 27 мм х 9 мм, имеющая элемент для крепления к одежде.